# Источни Пакистан
Источни Пакистан (бенг. পূর্ব পাকিস্তান, урд. مشرقی پاکستان‎), данашњи Бангладеш, био је покрајина Пакистана која се налазила у региону Бенгал на сјевероистоку јужне Азије од 1955. до 1971. године. Покрајина је настала као посљедица спровођења пакистанске политике једне јединице.
Током подјеле Индије 1947, Британска империја је подијелила регион Бенгал на Источни и Западни Бенгал, одвајајући источне области са муслиманском већином од западних области са хиндуистичком већином. Од 1947. до 1954. године, Источни Бенгал је био независна административна јединица којом је управљала Пакистанска муслиманска лига Нурула Амина. Бенгалски предсједник Владе Пакистана Мухамед Али Борга је 1955. укинуо Источни Бенгал и успоставио Источни Пакистан са Даком као главним градом.